# Litky (obwód kijowski)
Litky (ukr. Літки) – wieś na Ukrainie, w obwodzie kijowskim, w rejonie browarskim, nad Desną, 29 km na północny wschód od stolicy państwa, Kijowa.

## Historia
Pierwsze zachowane wzmianki o miejscowości w źródłach historycznych pochodzą sprzed 1426 roku.
W czasach Wielkiego Księstwa Litewskiego i Rzeczypospolitej Obojga Narodów Litky były szlachecką rezydencją ruskich bojarów i polskiej szlachty w starostwie osterskim i nosiły nazwę Mały Oster. Od czasów powstania Chmielnickiego były znane jako miasteczko.
Po roku 1664 miasteczko dostało się pod władzę monasteru Wydubickiego.